# 岩國城纜車

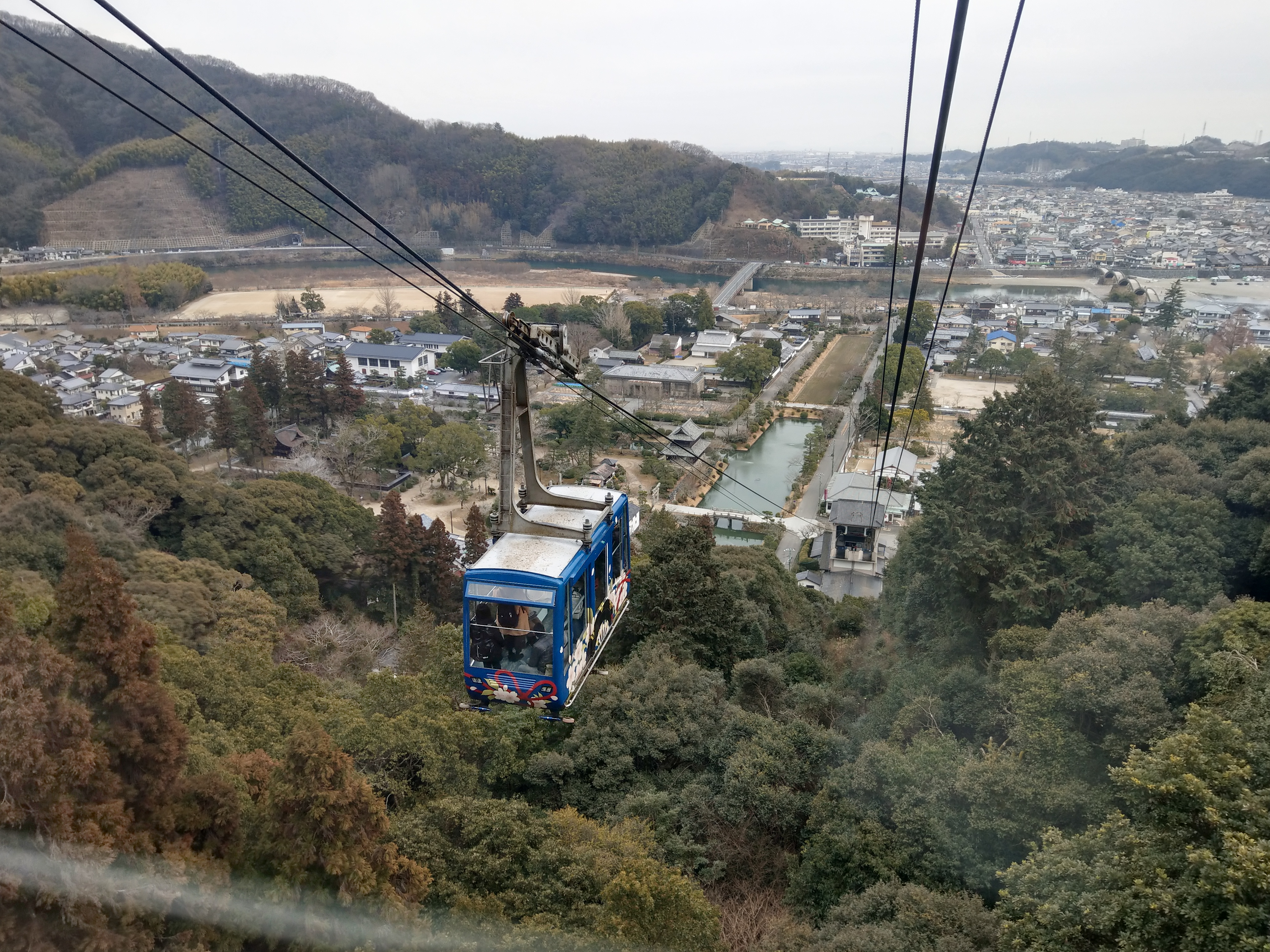
岩國城纜車

岩國城纜車是位於日本山口縣岩國市橫山的纜車，為配合位於橫山上的岩國城所興建，現在由錦川鐵道負責經營管理。
岩國城纜車全長全長412公尺，為複線交差式普通纜車，每個車廂最多可乘坐30人，單趟交通時間約3分鐘。
其山麓站位於吉香公園旁，山頂站距離重建的岩國城天守約300公尺。

## 車站
- 山麓站（34°10′16.6″N 132°10′31.3″E / 34.171278°N 132.175361°E）
- 山頂站（34°10′24.2″N 132°10′19.6″E / 34.173389°N 132.172111°E）

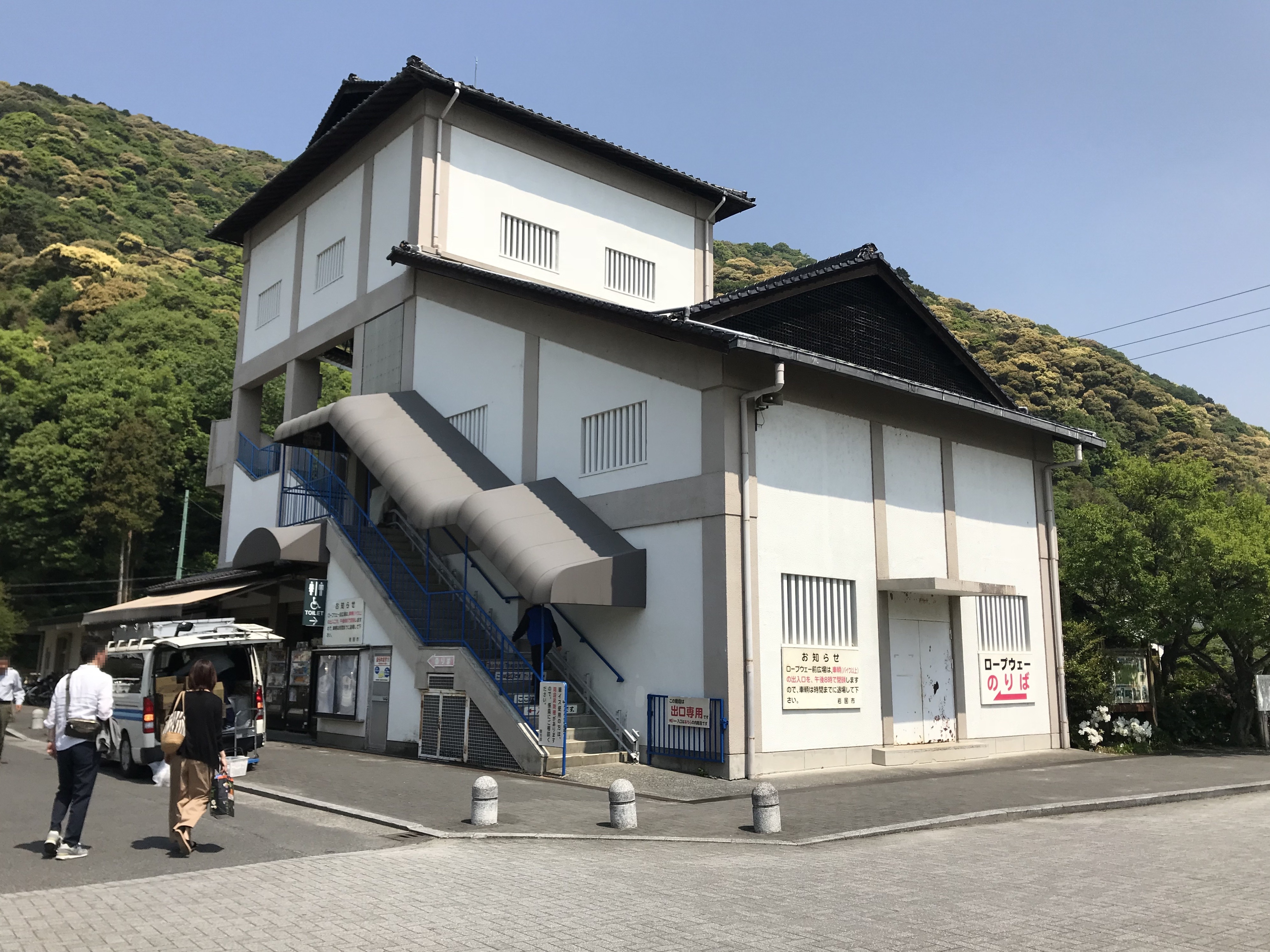
山麓站
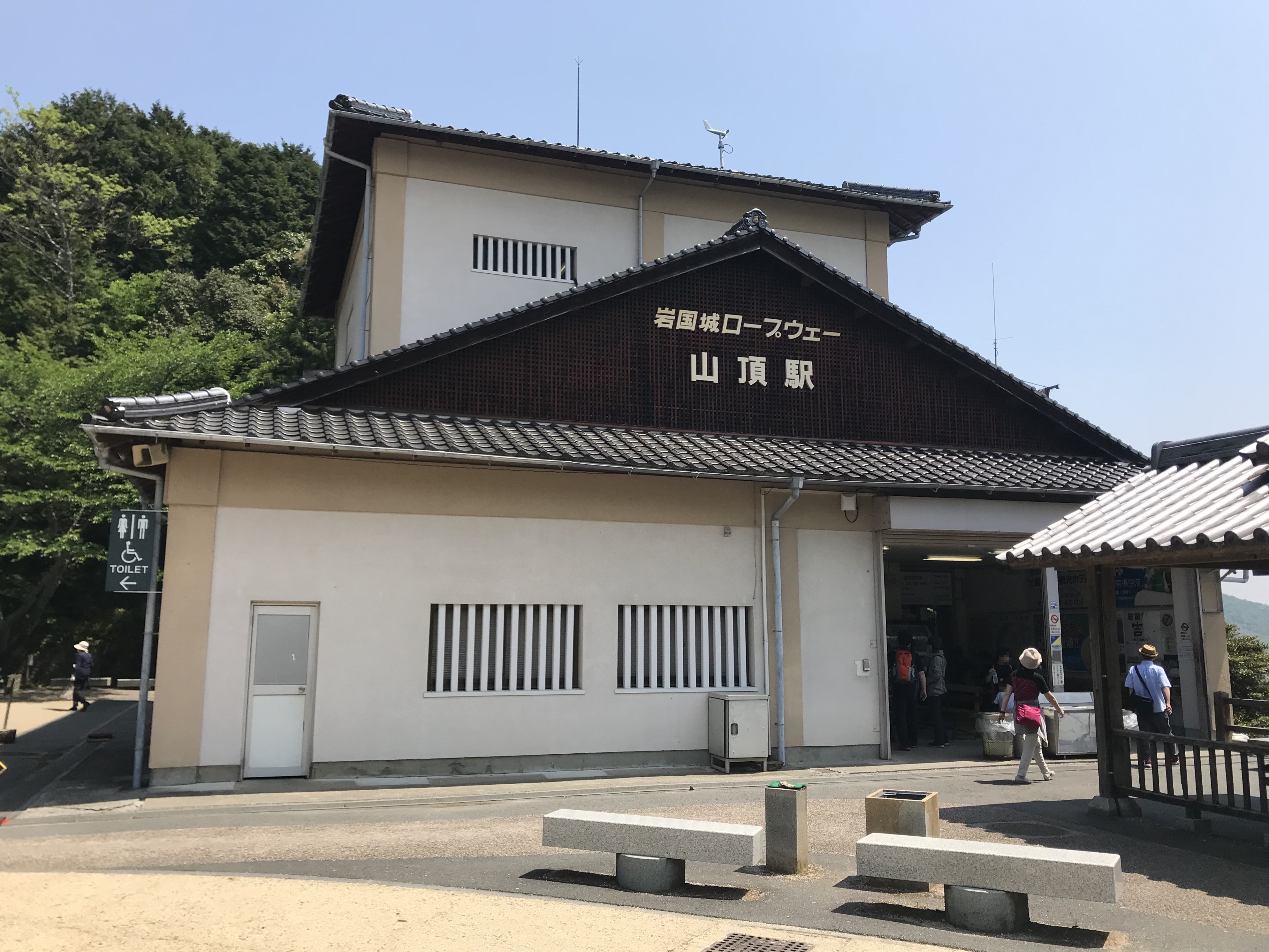
山頂站

## 外部連結
- （日語） 岩國城纜車 （页面存档备份，存于）